# 介護離職
介護離職（かいごりしょく）とは、家族を介護するために労働者が仕事を辞めることをいう。
高齢者人口の増加とともに、介護保険制度上の要支援・要介護認定者数は増加している。今後、団塊の世代が70歳代に突入することに伴いその傾向は続くことが見込まれる。

## 概説
総務省「平成29年就業構造基本調査」によれば、
- 15歳以上人口について、就業状態、介護の有無別にみると、介護をしている者は627万6千人で、うち有業者は346万3千人、無業者は281万3千人となっている。介護をしている者について、男女別の有業率をみると、男性は65.3%、女性は49.3%となっている。年齢階級別にみると、男性は「55～59歳」が87.8%と最も高く、次いで「40～49歳」（87.4%）、「50～54歳」（87.0%）などとなっている。女性は「40～49歳」が68.2%と最も高く、次いで「50～54歳」（67.5%）、「40歳未満」（66.1%）などとなっている。平成24年と比べると、介護をしている女性の有業率は「70歳以上」を除く全ての年齢階級で上昇しており、特に「40歳未満」及び「40～49歳」で大きく上昇している。
- 過去1年間（平成28年10月~29年9月）に「介護・看護のため」に前職を離職した者についてみると、99,000人（過去1年間に前職を離職した者に占める割合1.8%）で、うち男性は24,000人、女性は75,000人となっており、女性が約8割を占めている。就業状態別にみると、調査時点で有業者は25,000人、無業者は75,000人となっている。平成24年と比べると、過去1年間に「介護・看護のため」に前職を離職した者はほぼ横ばい、調査時点で有業者は7,000人増加、無業者は9,000人減少となっている。
- 介護をしている雇用者について、介護日数別の割合を男女、雇用形態別にみると、「正規の職員・従業員」のうち、男性は「月に3日以内」が32.5%と最も高く、次いで「週に1日」（22.6%）、「週に6日以上」（20.3%）などとなっている。女性は「週に6日以上」が 30.7%と最も高く、次いで「月に3日以内」（25.1%）、「週に1日」（19.0%）などとなっている。また、「非正規の職員・従業員」についてみると、男性は「週に6日以上」が 29.8%と最も高く、次いで「月に3日以内」（22.9%）、「週に1日」（15.1%）などとなっている。女性は「週に6日以上」が 32.9%と最も高く，次いで「月に3日以内」（20.7%）、「週に1日」（17.3%）などとなっている。

主な介護者は、40~50歳代のとりわけ働き盛り世代で、企業の中核を担う労働者であることが多く、企業において管理職として活躍する者や職責の重い仕事に従事する者も少なくない。これらの者が退職し、中長期的に労働市場から離れることは公労使三方にとって大きな損失である。
介護を行う労働者に対する措置を定めた法律として、育児休業、介護休業等育児又は家族介護を行う労働者の福祉に関する法律（育児介護休業法）が制定されている。しかし、介護は育児と異なり突発的に問題が発生することや、介護を行う期間・方策も多種多様であり、さらに継続的に介護を行うためには、経済的な負担がかかることから、仕事と介護の両立が困難となることも考えられる。また、介護離職者が介護期間中もしくは介護終了後に経済的に困窮して、現実に再就職もままならず生活保護に頼らざるを得なくなるケースもあることから、社会問題化している。
こうしたことから、介護による離職を防ぎ、仕事と介護を両立するための制度設計が必要となる。

## 国の取組み
国は、対象労働者等の雇用の継続、再就職の促進その他これらの者の福祉の増進を図るため、事業主、事業主の団体その他の関係者に対して、対象労働者の雇用される事業所における雇用管理、再雇用特別措置その他の措置についての相談及び助言、給付金の支給その他の必要な援助を行うことができる（育児介護休業法第30条）とされ、また、国は、対象労働者等の職業生活と家庭生活との両立を妨げている職場における慣行その他の諸要因の解消を図るため、対象労働者等の職業生活と家庭生活との両立に関し、事業主、労働者その他国民一般の理解を深めるために必要な広報活動その他の措置を講ずるものとする（育児介護休業法第33条）とされている。
2015年（平成27年）、内閣総理大臣の安倍晋三は「一億総活躍社会」を提唱、翌年に示された「ニッポン一億総活躍プラン」では「介護離職ゼロ」を目標として掲げ、必要な介護サービスの確保と、働く環境改善・家族支援を両輪として、情報提供体制の整備や制度内容・手続きの周知拡大に取り組んでいる。次いで内閣総理大臣となった菅義偉も2020年（令和2年）10月2日の閣議決定で引き続き「介護離職ゼロ」の実現に向けた取り組みを進めると明言した。経済産業省は2023年（令和5年）度中に介護離職を防止する企業向けの指針（ガイドライン）を策定する方針を固めた。
制度の周知も重要な課題である。総務省「介護離職に関する意識等調査」によれば、家族の介護をしている人の9割以上が介護休暇、介護休業とも利用したことがなく、制度の存在を知っている人も約4割にとどまった。認知度不足の問題に加え、「人手不足で休みにくい雰囲気」「会社の理解がない」といった企業風土の問題を指摘する声も多く上がった。

## 介護を行う労働者への措置
継続的に介護を行うためには、経済的な負担がかかり、介護が終了した後の生活を視野に入れて考えても、経済的基盤は重要である。介護に直面しても、すぐに退職することは適策ではなく、仕事と介護を両立するための制度を活用することも一法である。事業主の側も、介護離職を経営リスクととらえ、熟練労働者が離職してしまう前に、社内の制度を整備・周知し、仕事と介護の両立支援の取組をはじめることが必要である。